# Baixo Alentejo (zespół miejski)
Baixo Alentejo (port. Baixo Alentejo ComUrb) – pomocnicza jednostka administracji samorządowej. W skład zespołu wchodzi 18 gmin (posortowane według liczby mieszkańców): Beja, Santiago do Cacém, Odemira, Serpa, Moura, Grândola, Alcácer do Sal, Sines, Aljustrel, Ferreira do Alentejo, Mértola, Almodôvar, Castro Verde, Ourique, Vidigueira, Cuba, Alvito oraz Barrancos. W roku 2001 populacja zespołu wynosiła 234 481 mieszkańców. Stolica i jednocześnie największym miastem jest Beja.